# バンガスー・スルタン国
バンガスー（フランス語:  Bang Assou または Bangassu）は中央アフリカに存在したバンディア-ンザカラ系のスルタン国である。

## 略史
バンガスー・スルタン国は、18世紀後半、首都であったムボム川沿いの都市、現在のバンガスーを中心として建国された。バンガスーはベルギー軍によって強制的に征服された後、1890年から1894年までベルギーのレオポルド2世の私有植民地、コンゴ自由国の保護国だった。
1890年6月14日、バンガスーのスルタンはベルギーの指揮官アルフォンス・ヴァンゲールと保護協定を結び、スルタン国はレオポルド2世のコンゴ自由国の一部となった。協定の結果、コンゴ自由国は拡大し、貴重な象牙を大量に入手することができた。その見返りとしてバンガスーのスルタンが受け取ったのは、ベルギー製の武器1500個だけだった。
バンガスーは1894年までベルギーの保護国であったが、その後フランス植民地の仏領コンゴに移管された。現在は中央アフリカ共和国内のムボム州に含まれる。